# アダム・ランバート
アダム・ミッチェル・ランバート（Adam Mitchel Lambert、1982年1月29日 - ）は、アメリカ合衆国の歌手、舞台俳優。インディアナ州インディアナポリス生まれ。オーディション番組『アメリカン・アイドル』のシーズン8準優勝をきっかけにメジャーデビュー、オープンリーゲイ歌手の一人。

## 人物・経歴

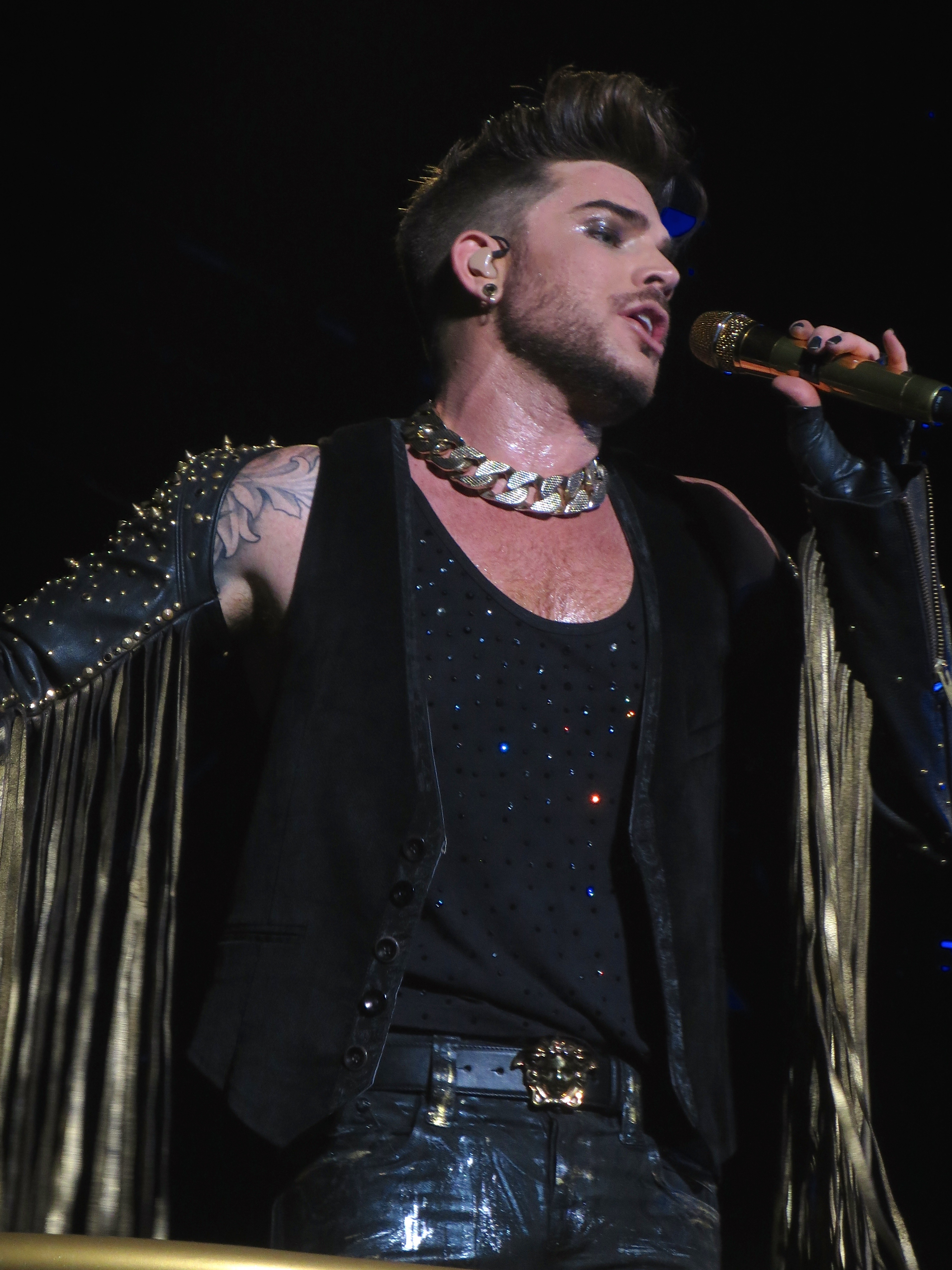
2014年

1982年1月29日、インディアナ州インディアナポリスに生まれ、サンディエゴ近郊で育つ。
10歳の頃から舞台俳優として活動。サンディエゴで『きみはいい人 チャーリーブラウン』に出演した。高校卒業までに『ハロー・ドーリー!』、『キャメロット』、『ミュージック・マン』、『グリース』といったミュージカルにも出演。
高校卒業後、大学に進学するが数週間で中退。19歳でクルーズ客船のシンガーとしての仕事を得る。
21歳でミュージカル『ヘアー』のツアーキャストとして6ヶ月間ヨーロッパを回る。
2004年、ミュージカル『ブリガドーン』、『110 in the Shade』、ヴァル・キルマー出演の『The Ten Commandments: The Musical』に出演。
2005年から2008年にかけてミュージカル『ウィキッド』に出演。これに並行してロックバンドThe Citizen Vainのフロントマンとしての活動も行った。
2009年、『アメリカン・アイドル シーズン8』に出場し準優勝。番組史上最高の賞賛と注目を浴びる。サンフランシスコでオーディションを受け、「ロック・ウィズ・ユー」、「ボヘミアン・ラプソディ」を歌った。マイケル・ジャクソンウィークでは、「Black or White」を歌い、審査員全員から賞賛を受け、特に審査員のポーラ・アブドゥルは、彼の決勝進出を予言した。2009年5月20日のフィナーレではキッスと共に 「Beth」、「Detroit Rock City」、「Rock and Roll all Night」 のメドレーを披露した。
『アメリカン・アイドル』出演中に流出した写真から同性愛者であるという噂が持ち上がったが、番組終了後にランバート本人がローリング・ストーン誌において同性愛者であることをカミングアウトした。父親のエーバーはアダムの性的指向について薄々感じてはいたが、アダムが13歳の頃にパソコンでゲイ・ポルノを観てるのを発見したことで正式に家族も知ることになったと語った。

結果発表の前に、クイーンのオリジナルギタリストであるブライアン・メイとドラマーのロジャー・テイラーの演奏で、クリス・アレンと共に「伝説のチャンピオン」を歌った。決勝戦の後、クイーンは、ランバートを新しいフロントマンとして迎え入れようと声をかけている。その件に関してその気があるのかというAP通信の質問に対し「それは難しい質問だね。だって、正直クイーンにならないかっていう申し出をどう断ったらいいんだい？ そんなの信じられないよ。でも、今自分でやりたい事もあって、それが僕の目標でもあるんだ。だから、できる事なら両方やってみたい」と答えている。その後、ソロ活動と並行して「クイーン+アダム・ランバート」としても活動を始めることになる。

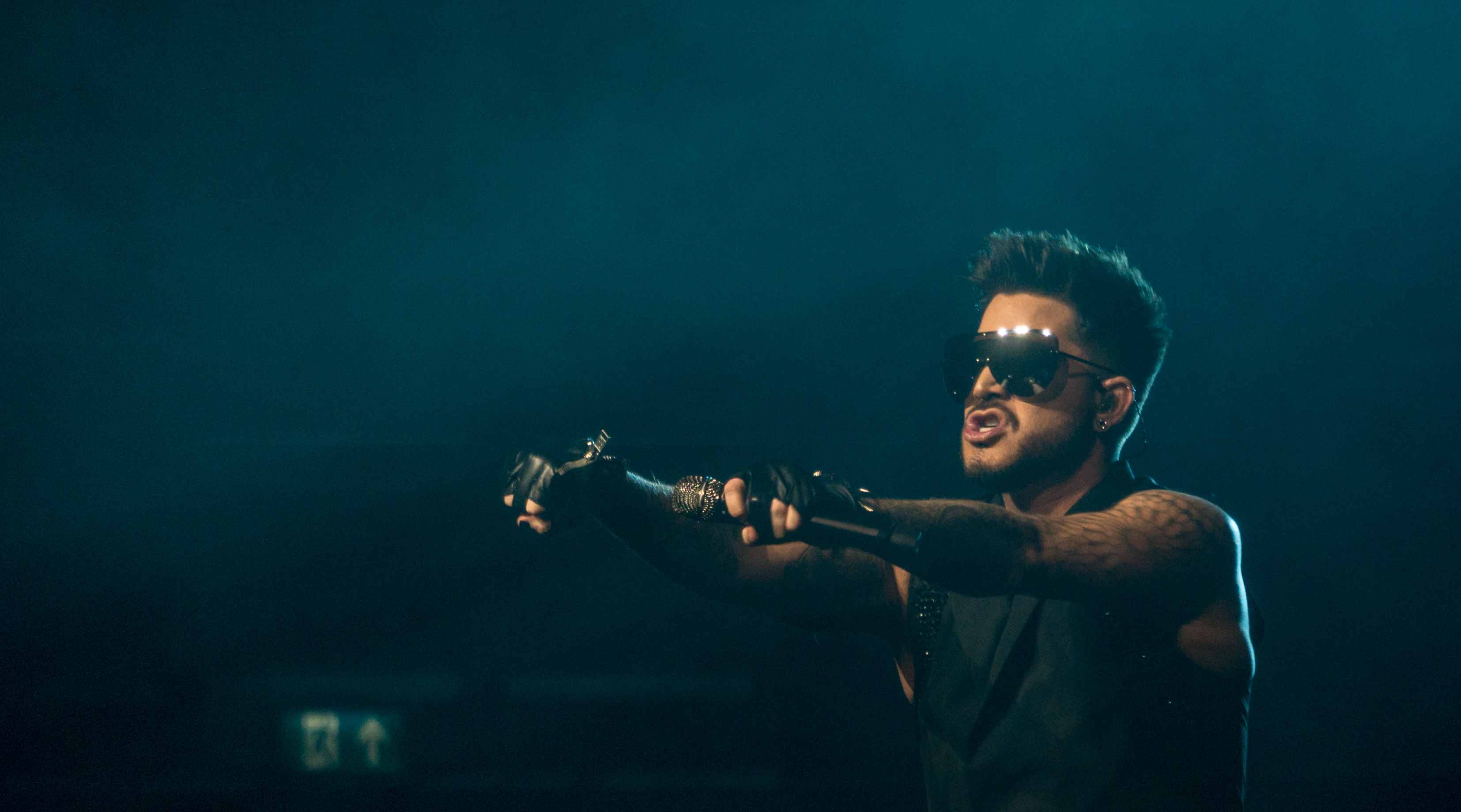
2017年

2009年11月22日、アメリカン・ミュージック・アワードに出演。男性ダンサーの頭を自分の股間に近づけたり、男性ベーシストとディープキスをするという過激なパフォーマンスをしたため、生中継したテレビ局に多数の抗議が寄せられた。これについて、ローリング・ストーン誌では「女性パフォーマーが股間を頭に押しつけたりする事は何年もやられてきた。でも男がやるとみんなパニックに陥ってしまう。僕らは2009年を生きてるんだ。（この時代は）少しくらいの危険を冒しても勇気をもって人々の目を開かせる時であって、もしそれに反抗する人がいたとしたら僕はおそらくその人達のためのものじゃないんだろうね。僕の目標は人をいらつかせる事じゃなくて、表現の自由と芸術の自由を促進させる事なんだ」と語った。
翌日にデビューアルバム『For Your Entertainment』をリリース。1stシングル 
「Time for Miracles」は、映画『2012』のサントラに使用されている。
2010年3月10日に日本デビューとして、スペシャルエディション（DVD付き）のアルバム『For Your Entertainment』をリリース。フォー・ユア・エンターテイメントのプロモーションで来日した際、「エルビス・プレスリーの再来」「神の声域を持つ世紀のヴォーカリスト」「過激な貴公子」等と紹介された。6月〜12月、北アメリカ、カナダ、日本を含むアジア、ヨーロッパ、オーストラリア等を回るワールドツアー『Glam Nation Tour』(グラムネーションツアー)（113公演）を行った。同年のグラミー賞では、1stアルバム収録曲「Whataya Want From Me」が「最優秀男性ポップボーカル」にノミネートされた。
2011年11月6日、北アイルランド・ベルファストで開催されたMTV Europe Music Awardsにおいてクイーンと共演。
2012年3月15日、2ndアルバム『TRESPASSING』をリリース。全米ビルボード総合アルバムチャート1位を獲得し、ゲイである事をカミングアウトしているアーティストとして初めての快挙を成し遂げた。6月にクイーン+アダム・ランバートのボーカリストとしての活動を開始。
2013年9月、アヴィーチー（Avicii）のデビューアルバム『True』にナイル・ロジャースと共に1トラック「Lay Me Down」でコラボ。2013年〜2014年、米ミュージカルドラマ『Glee/グリー』(シーズン5)にエリオット・ギルバート（スターチャイルド）役でエピソード4,7,9,10,14にゲスト出演。
2023年「クイーン+アダム・ランバート」として第74回NHK紅白歌合戦に出場。
2024年には強い性的要素を含むEP『アフターズ』を発表。EPはLGBTQコミュニティへのラブレターであると語り、夢精や性行為に使用される潤滑剤などの楽曲のタイトルが表すように、アダムの性的嗜好を公にした内容となっている。更にアダムは「セックスについて大々的に公にすることは必要ないかもしれないが、同時に人々が日々おこなっていることに対して委縮することはない」と語った、またトロイ・シヴァンやリル・ナズ・Xなど若手アーティストからもインスパイアされたとした。

## ディスコグラフィー

### アルバム
| 年   | タイトル               | アルバム詳細                                                                                              | チャート最高位 | チャート最高位 | チャート最高位 | チャート最高位 | チャート最高位 | チャート最高位 | チャート最高位 | チャート最高位 | チャート最高位 | チャート最高位 | 認定                                                          |
| 年   | タイトル               | アルバム詳細                                                                                              | US             | AUS            | CAN            | FIN            | GER            | HUN            | NLD            | NZ             | SWE            | UK             | 認定                                                          |
| ---- | ---------------------- | --- | -------------- | -------------- | -------------- | -------------- | -------------- | -------------- | -------------- | -------------- | -------------- | -------------- | ------------------------------------------------------------- |
| 2009 | For Your Entertainment | - 発売日: 2009年11月23日 - レーベル: RCA - フォーマット: CD, digital download - 全米売上: 86.3万枚        | 3              | 5              | 7              | 4              | 16             | 21             | 25             | 5              | 8              | 36             | - US: ゴールド - AUS: プラチナ - CAN: プラチナ - NZ: プラチナ |
| 2012 | Trespassing            | - 発売日: 2012年5月15日 - レーベル: 19, RCA - フォーマット: CD, digital download - 全米売上: 19.7万枚     | 1              | 10             | 1              | 2              | 28             | 1              | 30             | 4              | 20             | 16             |                                                               |
| 2015 | The Original High      | - 発売日: 2015年6月16日 - レーベル: Warner Bros. - フォーマット: CD, digital download - 全米売上: 4.2万枚 | 3              | 4              | 3              | 4              | 20             | 4              | 10             | 6              | 51             | 8              |                                                               |
| 2020 | Velvet                 | - 発売日: 2020年3月20日 - レーベル: Empire Distribution - フォーマット: CD, digital download              |                |                |                |                |                |                |                |                |                |                |                                                               |

### EP
- 2024年: Afters

### シングル
- 2009年：Time for Miracles
- 2009年：For Your Entertainment
- 2009年：Whataya Want From Me
- 2010年：If I Had You
- 2011年：Better Than I Know Myself
- 2012年：Never Close Our Eyes
- 2015年：Ghost Town
- 2015年：Another Lonely Night
- 2016年：Welcome To The Show (feat.Laleh)
- 2016年：Can't Go Home (Steve Aoki & Felix Jaehn  feat.Adam Lambert)
- 2016年：BROKEN (Tritonal & Jenaux  feat.Adam Lambert)
- 2017年：Two Fux
- 2019年：Feel Something
- 2019年：New Eyes
- 2019年：Comin In Hot
- 2019年：Superpower

### その他
- 2010年：Remixes
- 2010年：Acoustic Live!
- 2012年：Trespassing EP
- 2014年：The Very Best of Adam Lambert（Sony Legacy's Playlist series）
- 2019年：Velvet: Side A
- 2019年：Please Come Home for Christmas (cover)
- 2019年：Believe (Cher's cover)
- 2020年：You Are the Champions (クイーン＋アダム・ランバート)

### DVD/Blu-ray
- 2012年：グラム・ネーション・ライヴ（GLAM NATION LIVE）
- 2016年：クイーン＋アダム・ランバート　ライヴ・イン・ジャパン　サマーソニック2014
- 2020年：クイーン＋アダム・ランバート　ライヴ・アラウンド・ザ・ワールド

### 映画出演
- ボヘミアン・ラプソディ Bohemian Rhapsody (2018)

### 来日公演
- 2010年【The Glam Nation Tour】
  - 10.03　愛知・名古屋ボトムライン
  - 10.04　大阪・なんばHatch
  - 10.06　東京・JCB HALL（追加公演）
  - 10.07　東京・JCB HALL
  - 10.08　東京・JCB HALL

- 2012年【Festival Concert】
  - 08.15　東京・お台場めざましライブ
  - 08.18　東京・サマーソニック2012（ソニックステージ・ヘッドライナー）
  - 08.19　大阪・サマーソニック2012（ソニックステージ・ヘッドライナー）

- 2013年【We Are Glamily Tour】
  - 02.19　東京・渋谷公会堂
  - 02.20　東京・渋谷公会堂
  - 02.21　東京・渋谷公会堂（追加公演）
  - 02.23　石川・金沢文化ホール
  - 02.25　愛知・クラブダイアモンドホール
  - 02.26　大阪・なんばHatch

- 2016年【The Original High Tour】
  - 01.07　宮城・仙台サンプラザホール
  - 01.08　東京・TOKYO DOME CITY HALL（ミーツポート）
  - 01.10　広島・BLUE LIVE HIROSHIMA
  - 01.12　大阪・なんばHatch
  - 01.13　愛知・クラブダイアモンドホール
  - 01.15　東京・EX THEATER ROPPONGI
  - 01.16　東京・EX THEATER ROPPONGI（追加公演）

### クイーン+アダム・ランバート 来日公演
- 2014年【Festival Concert】
  - 08.16　大阪・サマーソニック2014（オーシャンステージ・ヘッドライナー）
  - 08.17　東京・サマーソニック2014（マリンステージ・ヘッドライナー）

- 2016年【Queen + Adam Lambert LIVE IN TOKYO 2016】
  - 09.21　東京・日本武道館（追加公演）
  - 09.22　東京・日本武道館
  - 09.23　東京・日本武道館

- 2020年【Queen + Adam Lambert The Rhapsody Tour】
  - 01.25　東京・さいたまスーパーアリーナ
  - 01.26　東京・さいたまスーパーアリーナ
  - 01.28　大阪・京セラドーム大阪
  - 01.30　名古屋・ナゴヤドーム

- 2024年【Queen + Adam Lambert The Rhapsody Tour 2024】
  - 02.04　名古屋・バンテリンドーム ナゴヤ（ナゴヤドーム）
  - 02.07　大阪・京セラドーム大阪
  - 02.10　札幌・札幌ドーム
  - 02.13　東京・東京ドーム
  - 02.14　東京・東京ドーム